# Zdrój Kapliczka pod Matką Boską
Zdrój "Kapliczka pod Matką Boską" lub Kapliczka "Pod Twoją Obronnę"  – zbiornik siarczanej wody leczniczej w Krzeszowicach. Znajduje się na południowy wschód od miejscowego kościoła, koło mostu na Krzeszówce (ul. Parkowa). 
W 1858 roku wybudowano zbiornik wody siarczanej, do którego pompowano wodę ze Źródła Głównego (Zdroju Głównego), by podnieść jej poziom. Z niego woda dostawała się do łazienek zdrojowych drewnianymi rurami. W roku 1857 Zdrój Główny został ocembrowany cegłami i zmniejszono obwód studni, dzięki czemu wzrósł w niej poziom wody. Zaprzestano pompowania jej do zbiornika w tzw. kapliczce. W 1858 roku tzw. kapliczka uzyskała teraźniejszy wygląd. W 1982 roku tzw. kapliczka została wyremontowana.
Dzięki regularnie prowadzonym analizom fizykochemicznym woda mineralna z tego ujęcia została scharakteryzowana jako siarczanowo-wapniowo-magnezowo-siarczkową i prawnie uznana za leczniczą. Obecnie wody ze źródła są wykorzystywane przez miejscowy Ośrodek Rehabilitacji Narządu Ruchu "Krzeszowice" SP ZOZ.
Zdrój został wpisany do rejestru zabytków nieruchomych Wojewódzkiego Urzędu Ochrony Zabytków w Krakowie.